# A Chess Dispute
A Chess Dispute er en britisk stumfilm fra 1903 af Robert W. Paul.